# Miroslav Jurča
Miroslav Jurča (2. března 1926 Nový Hrozenkov – 23. srpna 1952 Brno) byl český obchodní příručí a protikomunistický odbojář odsouzený v politickém procesu komunistickým režimem k trestu smrti a v roce 1952 popraven.

## Životopis

### Dětství a mládí
Narodil se v roce 1926 v Novém Hrozenkově Josefovi a Anně Jurčovým. Po absolvování obecné školy v Želechovicích a v Lípě absolvoval měšťanskou školu ve Zlíně. V roce 1941 nastoupil po jejím úspěšném absolvování jako učeň u textilní firmy Černocký se sídlem ve Zlíně. Učňovskou zkoušku úspěšně složil v roce 1944, a stal se tak obchodním příručím.

### Druhá světová válka a meziválečné období
Kvůli okupaci za druhé světové války byl od léta 1944 totálně nasazen ve zbrojovce ve Vsetíně. Krátce před koncem války z ní utekl, přičemž úkryt našel v domě svých rodičů. V letech 1944 až 1945 byl zároveň členem Kuratoria pro výchovu mládeže v Čechách a na Moravě. Jeho rodina se později přestěhovala do Horního Města. Tam začal pracovat v textilní firmě. V červenci 1945 se stal členem KSČ. Od léta 1945 pracoval tři měsíce jako účetní ve sklenářské firmě Vilím a spol. Později téhož roku odešel studovat na Státní odbornou školu textilní ve Svitavách, po pěti měsících přešel na školu stejného druhu do Rýmařova. Poté začal pracovat v textilní továrně v Horním Městě, kde byl původně zaměstnán pouze na praxi v rámci školní výuky. Krátce po únorovém převratu svou práci v textilní firmě opustil, neboť se dozvěděl, že si může vydělat větší množství peněz na černém trhu a rozhodl se tak vydat touto cestou. Na černém trhu obchodoval typicky s potravinovými lístky nebo šatenkami. Jeho záměr se mu naplnil, a za vydělané peníze si koupil tři motocykly. Ilegálně navíc pracoval v autodílně svého známého ve Šternberku.

### Vojenská služba a první zatčení
Na jaře 1949 nastoupil na povinnou vojenskou službu ve Vysokém Mýtě. Později v rámci ní působil v Kbelích. V rámci svého působení ve vojenské službě měl ovšem řadu problémů, protože měl problém podřídit se autoritě. Podle nadřízených vedl "protistátní řeči", byl často opilý či opouštěl posádku bez propustky. Za tyto prohřešky byl nakonec v únoru 1950 zatčen a vzat do vazby. Za špionáž a několik dalších prohřešků jej vojenský soud v prosinci 1950 odsoudil k trestu odnětí svobody v délce trvání 6 let. Nejprve si trest odpykával v pražské vojenské věznici, později byl převezen do věznice v Opavě. V červnu 1951 se mu z ní podařilo uprchnout.

### Protistátní činnost
Po svém útěku se skrýval u známých na Zlínsku. Spolu s několika komplici pak opakovaně kradl. V červenci 1951 například odcizil potravinové lístky z MNV Vítová, v září 1951 ukradl 400 Kčs z MNV Žítková a tentýž měsíc dokonce jedenáct tisíc Kčs z MNV Lípa. Později téhož měsíce ještě s komplici vypálil chatu Bondík u Želechovic, který měl podle jeho informací patřiř funkcionářům KSČ a ČSM. V průběhu října 1951 měl poté plánovat vypálení družstevního ovčina v jeho rodném Novém Hrozenkově a vypálení JZD v Bařinách.
Na podzim roku 1951 se přesunul na Krnovsko, kde byl ubytován u svých známých. Podle Státní bezpečnosti měl s komplici plánovat přepadnout místní stanici SNB, ze které chtěl ukrást zbraně, ukradení výbušnin z nedalekého kamenolomu, přepadení čerpacích stanic, útok na sklad benzinu, odstřelení železničního mostu mezi Bohumínem a Svinovem, zničení garáží MNV Krnov a další trestné činy. Zda tyto činy skutečně plánoval (případně které z nich), je nejasné.

### Druhé zatčení a trest smrti

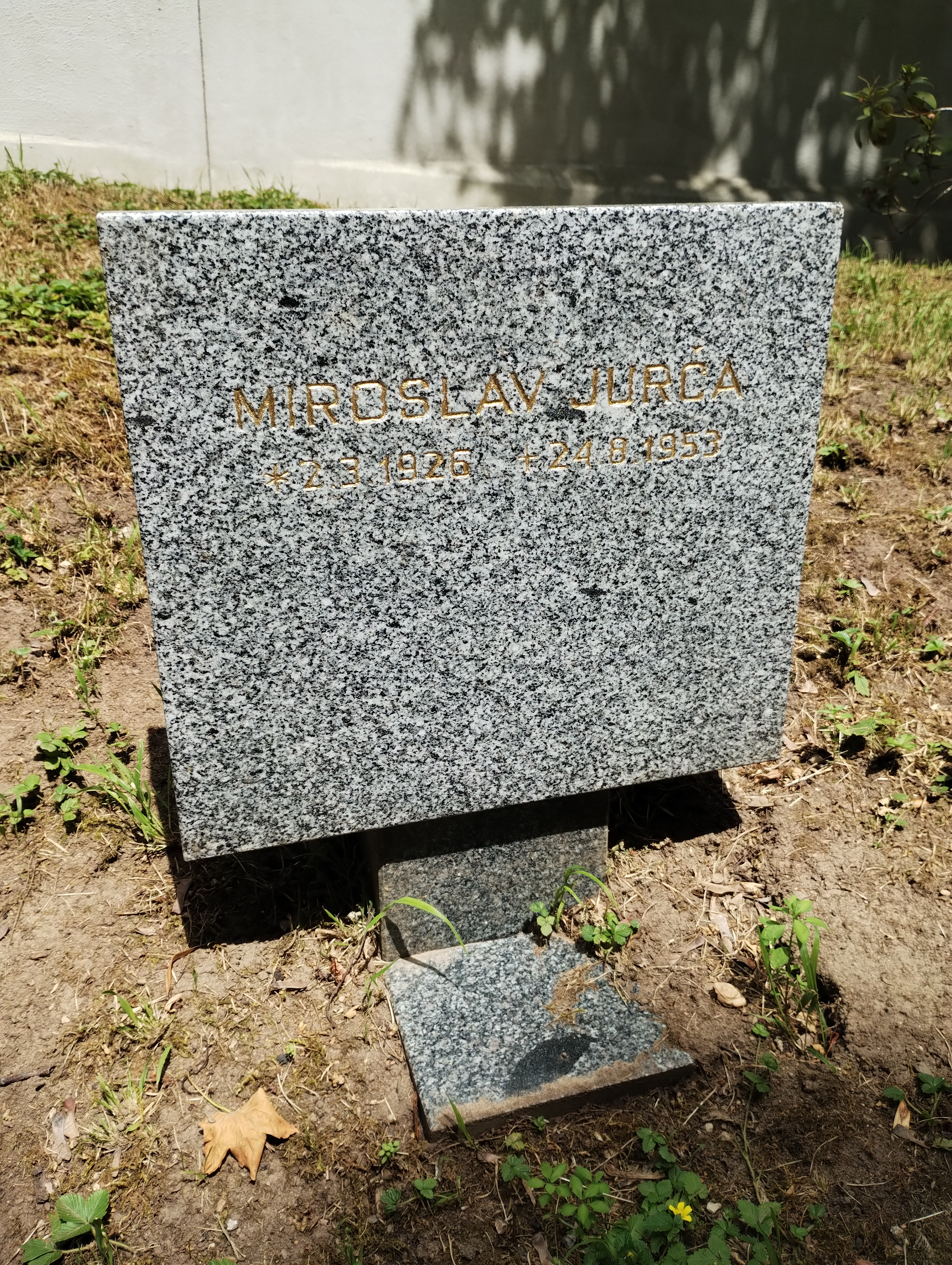
Symbolický náhrobek Miroslava Jurči na Čestném pohřebišti v Ďáblicích

V prosinci 1951 přepadl poštovní úřad v Opavě, zapálil místní budovu JZD a státní statek. Zajímavostí je, že tento čin provedl v noci z 19. prosince na 20. prosince 1951, tedy pouhý den po narozeninách vůdce SSSR Josifa Stalina. Podle prokuratury měl poté chtít zapálit rovněž státní statek ve Cvilíně. Ještě téhož měsíce byl zatčen. Státní bezpečnost jej přitom v březnu 1952 obvinila ze založení protistátní skupiny, což je dle historiků nesmysl. Ve veřejném politickém procesu, konaném v krnovském kulturním domě, byl za trestné činy velezrady, obecného ohrožení, poškození cizí věci, loupeže a rozkrádání národního majetku a maření výkonu úředního rozhodnutí v dubnu 1952 odsouzen k trestu smrti. Jurča se proti rozsudku odvolal, nicméně odvolání Nejvyšší soud v květnu 1952 zamítl a neúspěšná byla rovněž Jurčova žádost o milost. Popraven byl v srpnu 1952.
Historici se přitom domnívají, že Jurčova činnost měla převážně za cíl pro sebe zajistit prostředky pro přežití poté, co uprchl z vězení. Jeho protikomunistické činy podle nich byly spíše jeho vedlejší činností. Komunistický režim celý proces využil hlavně k odstrašujícím účelům. Po sametové revoluci byl v prosinci 1990 byl rehabilitován.